# Resolució 1603 del Consell de Seguretat de les Nacions Unides
La Resolució 1603 del Consell de Seguretat de les Nacions Unides fou adoptada per unanimitat el 3 de juny de 2005. Després de recordar resolucions anteriors sobre la situació a Costa d'Ivori, el Consell va prorrogar el mandat de l'Operació de les Nacions Unides a Costa d'Ivori (UNOCI) fins al 24 de juny de 2005.

## Resolució

### Observacions
El Consell de Seguretat va reafirmar el seu suport a l'acord de Linas-Marcoussis i la seva plena aplicació. Va encomiar a la Unió Africana, la Comunitat Econòmica dels Estats de l'Àfrica Occidental (ECOWAS) i les forces franceses pels seus esforços per promoure una solució pacífica a Costa d'Ivori, però va assenyalar els reptes existents a l'estabilitat del país i la seva amenaça a la pau i la seguretat internacionals a la regió.
Hi havia preocupació que algunes tropes de manteniment de la pau desplegades als països africans havien tingut una mala conducta.

### Actes
Actuant sota el Capítol VII de la Carta de les Nacions Unides, el Consell exigia que tots els signants de l'acord de Pretòria l'mplementessin plenament, amenaçant amb sancions contra els que no el complien, tal com es descriu a la Resolució 1572 (2004). Es va elogiat el paper de l'ex president sud-africà Thabo Mbeki en els esforços de mediació.
El Consell es va mostrar satisfet que les parts de Costa d'Ivori havien acceptat celebrar eleccions presidencials a l'octubre de 2005 i exigien que les eleccions fossin lliures, justes i transparents. Es va demanar al Secretari General Kofi Annan que nomenés un Representant Especial per supervisar la realització d'aquestes eleccions.
La resolució també va ampliar el mandat de la UNOCI i el suport a les forces franceses fins al 24 de juny de 2005, i el secretari general va fer acords per augmentar la força de la UNOCI. Finalment, es va demanar al Secretari General, a la Unió Africana i a França que mantinguessin al Consell actualitzat sobre la situació a Costa d'Ivori.